# Emilio de la Cuadra Albiol
Emilio de la Cuadra Albiol (Sueca, Valencia, 13 de mayo de 1859-Valencia, 1 de febrero de 1930) fue un militar y empresario español. Es recordado por haber sido un pionero de la industria de la automoción, habiendo creado la primera marca fabricante de automóviles en la península ibérica, La Cuadra, con sede en Barcelona y activa entre 1899 y 1901.

## Trayectoria

### Formación militar y fundación de La Cuadra
En septiembre de 1877, Emilio de la Cuadra ingresó en la Academia de Artillería de Segovia, graduándose allí como teniente en 1881. Estaba muy interesado en la electricidad, y consiguió llevar adelante el proyecto de construcción de una central eléctrica en Lérida, llevando por primera vez la luz eléctrica a esa ciudad. Este proyecto le representó a De la Cuadra una excelente renta, a la vez que una gran satisfacción a su persona.
Empresario inquieto, en 1889 visitó la Exposición Universal de París, igual que Francesc Bonet, quedando fascinado por la muestra en el campo de la automoción allí presente. La carrera de 1895 París-Burdeos-París, de 1200 km, le impresionó de tal modo que La Cuadra intuyó el prometedor futuro de la automoción, decidió vender su central eléctrica en Lérida y se trasladó a Barcelona, donde fundó en septiembre de 1898, en la calle Diputación, esquina con el paseo de San Juan, la Compañía General Española de Coches Automóviles E. de la Cuadra, Sociedad en Comandita; para la fundación de la compañía, De la Cuadra contó con el apoyo financiero de su suegro, Joaquín Escrivé de Romaní. De la Cuadra se asoció con Charles Vélino (más conocido como Carlos Vellino), un ingeniero suizo que tenía una fábrica de acumuladores eléctricos en Barcelona.

### Vehículos fabricados por su empresa
Emilio de la Cuadra decidió la fabricación de vehículos con propulsión eléctrica, en parte por su experiencia en dicho campo, y debido también a la exclusiva de la fabricación de vehículos con motor de explosión que Bonet obtuvo en 1894. Su empresa fabricó prototipos de un camión, un ómnibus y un coche, todos ellos con motores eléctricos, pero posteriormente fueron desmantelados, ya que las baterías se agotaban rápidamente debido al peso de los vehículos y al reducido almacenaje de energía de dichas baterías.
El principal vehículo eléctrico que desarrolló la empresa de De la Cuadra era el ómnibus, que fue construido para el Hotel Oriente de Las Ramblas (Barcelona), que lo necesitaba para ir a buscar a sus clientes a la Estación de Francia. Según el proyecto se trataba de un suntuoso carruaje con más de 5 metros de largo, equipado con todo tipo de detalles y con capacidad para transportar a 20 personas.
En agosto de 1900, cuando se presentó el ómnibus a la prensa, el vehículo fue un rotundo fracaso; según lo planeado, se iba a realizar un viaje de demostración por la carretera de Vic, pero el ómnibus solo recorrió unos metros y se paró, no hubo forma de ponerlo en marcha de nuevo y tuvo que ser remolcado hasta los talleres de la fábrica. Este fracaso provocó que Vellino se retirara del emprendimiento. A partir de ese momento, La Cuadra y sus colaboradores se centraron solamente en la construcción de automóviles con motor de explosión.
Tras varios fracasos con los vehículos eléctricos y la marcha de Vellino, Emilio de la Cuadra nombró al joven ingeniero Marc Birkigt director técnico de su empresa. A mediados de 1901, los nuevos automóviles La Cuadra diseñados por Birkigt —denominados Centauro— empezaron a estar listos para el mercado.
Sin embargo, pese a que los nuevos coches La Cuadra funcionaban sin problemas, debido a la huelga general de mayo de 1901 y a las bajas ventas de los autos Benz comercializados por la empresa, en noviembre de ese año Emilio de la Cuadra tuvo que declarar la suspensión de pagos. Al año siguiente, el acreedor gallego José María Castro compró las instalaciones de La Cuadra y todo lo que había dentro de ellas y fundó la marca Castro; Marc Birkigt continuaría con él para posteriormente crear junto a Damián Mateu la exitosa marca Hispano-Suiza.

### Reingreso en el ejército
Tras la bancarrota de su empresa, Emilio de la Cuadra solicitó su reingreso en el ejército español, siendo destinado a Ceuta, donde prosiguió su carrera militar con el grado de comandante, llegando a ser ascendido a general de brigada, y se olvidó de las iniciativas empresariales.
En 1921 regresó a Barcelona, y participó como mediador en un conflicto laboral en Hospitalet de Llobregat, siéndole entregada como agradecimiento una placa de hijo adoptivo de la ciudad. Falleció en Valencia el 1 de febrero del año 1930 a los 70 años de edad.